# Björn Rosengren (Manager)

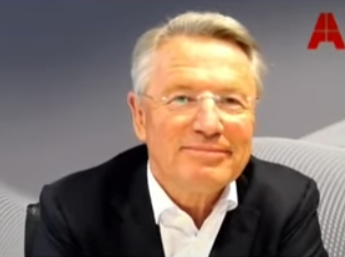
Björn Rosengren

Björn Rosengren (* 1959) ist ein schwedischer Manager. Er war von März 2020 bis Juli 2024 Chief Executive Officer (CEO) der ABB-Gruppe.

## Leben und Wirken
Rosengren wuchs in Schweden auf und schloss mit einem Master an der Technischen Hochschule Chalmers Göteborg ab. Seine berufliche Karriere spielte sich vollständig bei schwedischen Unternehmen ab; während seiner Tätigkeit für den schwedischen Schweißtechnikkonzern ESAB war er von 1993 bis 1995 im Schweizer Rheineck tätig, wo er Deutsch lernte. Von 1998 bis 2011 war er für Atlas Copco in diversen Führungspositionen tätig. Danach als CEO bis 2015 von Wärtsilä. Die letzten sechs Jahre vor seinem Wechsel zur ABB-Gruppe war er CEO der Sandvik Gruppe.
Sein Führungsstil gilt als uneitel. Er delegiere Aufgaben und Kompetenzen weit nach unten und sorge so für grosse Freiräume. Mit diesem Konzept konnte er unter anderem eine erfolgreiche Reorganisation des Sandvik-Gruppe bewirken, die sich in einer deutlichen Steigerung des Unternehmenswerts und Aktienkurs niederschlug. Er gilt als schneller Entscheider – Qualitäten, die offenbar für die Position des neuen ABB-CEO gewünscht waren.

### ABB
Bereits in seinen ersten 100 Tagen als neuer ABB-CEO wurde die Umsetzung von Rosengrens Credo und Strategie der dezentralen Organisation sichtbar: So wurden die hierarchische Struktur der ABB-Gruppe deutlich aufgeweicht und die Verantwortung an die 18 Geschäftseinheiten (Divisionen) delegiert, während gleichzeitig der Hauptsitz in Zürich verschlankt wurde. Es wurden auch Konzernzentralstellen wie die des Chief Digital Officers, die erst 2016 vom Vorvorgänger Ulrich Spiesshofer eingeführt worden war, ersatzlos gestrichen, um die Geschäftseinheiten eigenverantwortlich wirken zu lassen. Selbst die digitale Plattform ABB Ability sollte nicht mehr vom Konzern, sondern von den Geschäftseinheiten weiterentwickelt werden. Die Verteilung der Verantwortlichkeiten helfe Entscheidungen schneller und effizienter zu machen, wird aus einem Strategiepapier zitiert. Gleichzeitig lassen sich autonome Geschäftseinheiten auch leichter aus dem Konzern hinauslösen.
Nach dem Verkauf der Stromnetzwerksparte im Jahr 2018, kündigte Björn Rosengren im November 2020 den Verkauf der drei Geschäftseinheiten Turbolader, Mechanical Power und Stromwandler an, die seiner Ansicht nach nicht mehr zum Konzern ABB passen würden.
Wunschkandidat der schwedischen Investoren
Der ABB-Konzern entstand  1988 als Fusion eines schwedischen (ASEA) und eines Schweizer (BBC) Unternehmens, beide mit langer Tradition. Vor diesem Hintergrund wurde im Rahmen der Berufung die Herkunft des künftigen CEO thematisiert. Gemäss Medienberichten sollte der Einfluss der schwedischen Investoren bei ABB gestärkt werden. Besonders die ABB-Investorenfamilie Wallenberg, die mit 10 % der Aktien größter Anteilseigner ist, habe sich einen Landsmann an der Spitze der ABB-Gruppe gewünscht. Nach Aussage des Verwaltungsratspräsidenten Peter Voser spielten jedoch «weder das Alter noch die Nationalität der Kandidaten eine Rolle.»

### Privates
Rosengren ist verheiratet mit seiner acht Jahre jüngeren Frau Cecilia. Er ist Vater von drei erwachsenen Töchtern und gilt als passionierter Skifahrer und Golfer. Seit seinem Antritt bei ABB wohnt er in der Zürcher Gemeinde Meilen.